# Họ Chim mào bắt rắn
Họ Chim mào bắt rắn (Cariamidae) là một họ chim nhỏ và cổ xưa, sinh sống tại khu vực nhiệt đới Nam Mỹ. Từng có thời chúng được coi là có quan hệ họ hàng gần với gà nước và như thế có họ hàng gần với các loài chim dạng sếu, nhưng một nghiên cứu DNA gần đây cho thấy nó có quan hệ họ hàng gần với các loài cắt, vẹt và sẻ và Đại hội Điểu học quốc tế (IOC) đã chấp nhận tách chúng ra thành một bộ riêng, Cariamiformes.
Chúng là các loài chim sinh sống trên đất liền và chủ yếu là đi lại trên mặt đất hơn là bay (mặc dù chúng có thể bay một quãng ngắn). Chúng có chân, cổ và đuôi dài nhưng các cánh ngắn, phản ánh đúng cung cánh sống của chúng. Các loài chim này có bộ lông nâu với mỏ ngắn và mào thẳng đứng. Môi trường sinh sống là các vùng đồng cỏ khô và thoáng đãng.
Thức ăn của chúng là các loài côn trùng, rắn và thằn lằn.
Họ này gồm 2 loài còn sinh tồn là:
- Chim mào bắt rắn chân đỏ (Cariama cristata). Chúng được tìm thấy tại khu vực từ miền đông Brasil tới miền trung Argentina. Loài này làm tổ trên mặt đất và đẻ hai trứng.
- Chim mào bắt rắn chân đen (Chunga burmeisteri). Chúng được tìm thấy tại khu vực tây bắc Argentina và Paraguay. Loài này làm tổ trên cây và cũng đẻ hai trứng.

Hai loài chim mào này được coi là các họ hàng còn sống gần gũi nhất của nhóm các loài "chim khủng bố" ăn thịt khổng lồ, cao tới 3 m (họ Phorusrhacidae), được phát hiện trong các hóa thạch tại Bắc và Nam Mỹ. Vài nhóm có quan hệ họ hàng khác, chẳng hạn như các họ Idiornithidae và Bathornithidae là một phần của quần động vật thuộc kỷ Cổ Cận tại Bắc Mỹ và châu Âu và có thể ở cả một số khu vực khác. Tuy nhiên, các mẫu hóa thạch của chim mào bắt rắn lại không có nhiều, với chỉ một loài tiền sử (Chunga incerta) đã được mô tả lại cho tới nay.
Các loài chim mào này có vuốt thứ hai có thể duỗi thẳng mà chúng có thể nhấc lên khỏi mặt đất. Mặc dù nó tương tự như vuốt hình liềm của một chi khủng long là Velociraptor (tốc long hay linh đạo long) và các họ hàng gần của nó, nhưng các vuốt của chim mào không đủ cong để có thể coi là một loại vũ khí thật sự.